# Nakir a Munkar
Nakir a Munkar jsou andělé s modrýma očima a drápy, jimiž rozrývají zemi. Po smrti člověka jej navštěvují podle víry a dotazují se jej na jeho víru. Jde o postavy z Islámské eschatologie.